# Alexander Buchan

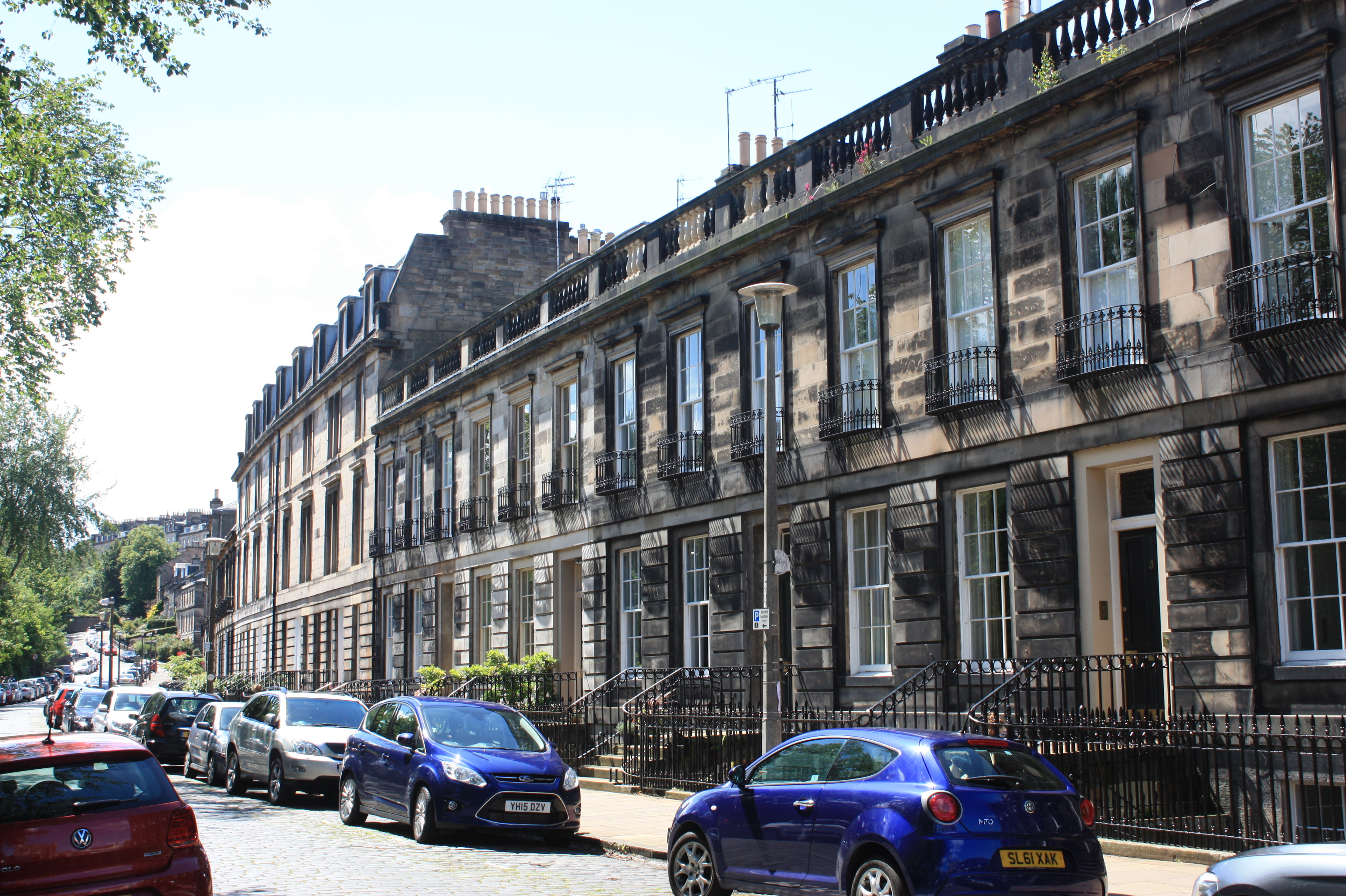
Dean Terrace, Edinburgo, residência de Alexander Buchan

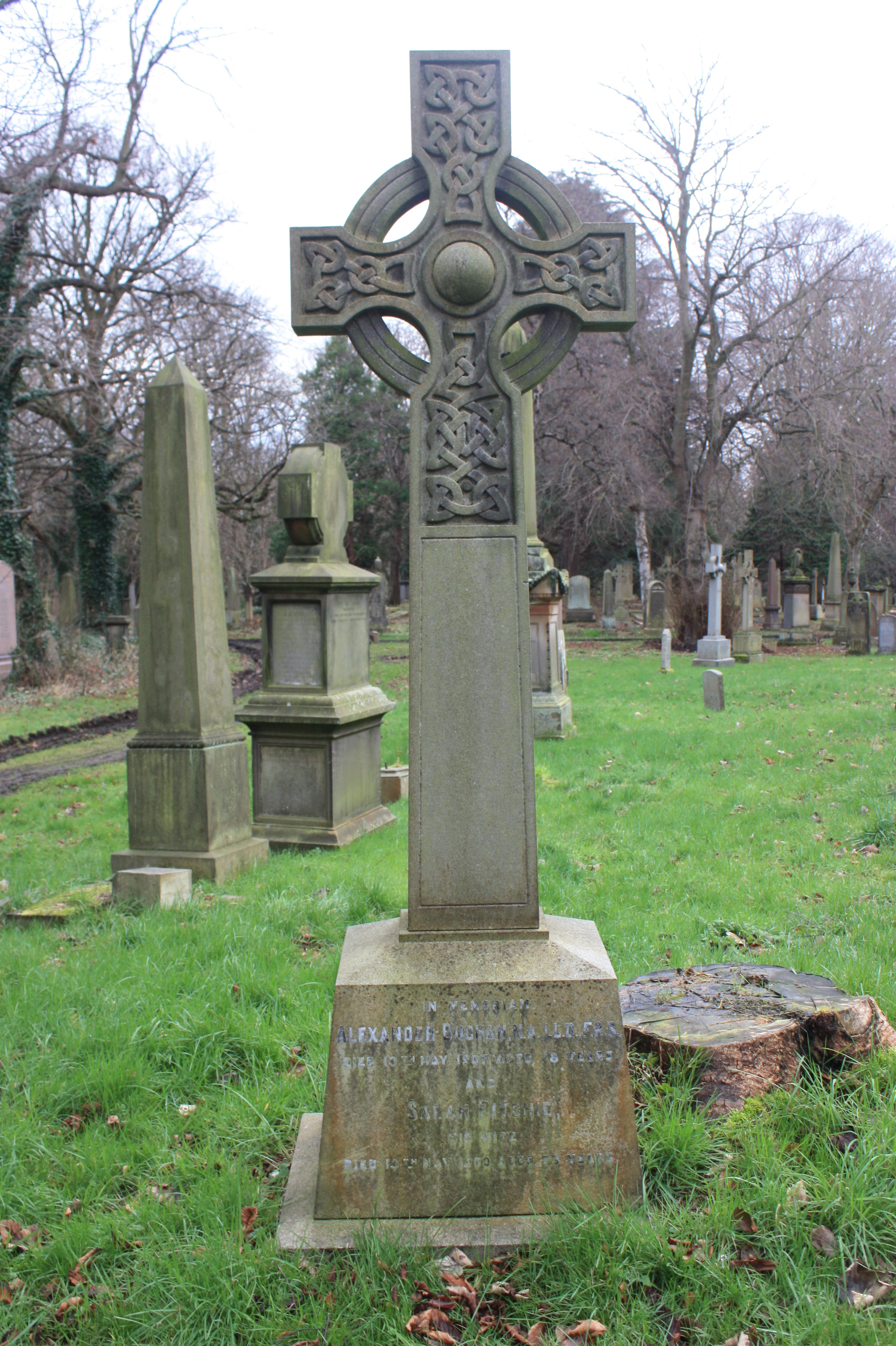
Sepultura de Alexander Buchan, Cemitério de Warriston, Edinburgo

Alexander Buchan FRS FRSE (Kinnesswood, Perth and Kinross, 11 de abril de 1829 – Edimburgo, 13 de maio de 1907) foi um meteorologista, oceanógrafo e botânico escocês, a quem é creditado o estabelecimento do mapa meteorológico como base da moderna previsão do tempo.

## Vida
Buchan estudou na Universidade de Edimburgo.
Foi secretário da Scottish Meteorological Society durante 47 anos. De 1860 até sua morte foi editor do Journal of the Scottish Meteorological Society e foi também membro do conselho do [Met Office|Meteorological Office]] e também curador da biblioteca da Sociedade Real de Edimburgo. Foi instrumental no estabelecimento do Observatório de Ben Nevis. Buchan preparou reportagens meteorológicas e oceanográficas para a Expedição Challenger.
Em 1870 foi eleito presidente da Botanical Society of Edinburgh. Morava nesta época na 72 Northumberland Street na Cidade Nova de Edimburgo.
Buchan foi eleito fellow da Sociedade Real de Edimburgo em 1868 onde foi curador em 1878 e serviu até 1906. Foi também seu vice-presidente em 1906–1907.
Recebeu o Gunning Victoria Jubilee Prize 1890–1893. Foi eleito membro da Royal Society em 1898. Foi o primeiro a receber a Medalha de Ouro Symons da Royal Meteorological Society, em 1902.
Buchan morreu em casa, 2 Dean Terrace em Stockbridge, Edinburgh em 13 de maio de 1907, e foi sepultado no Cemitério de Warriston no lado norte da cidade. A cruz celta que marca sua sepultura fica perto de uma junção nos caminhos a 50 m ao sul do monumento a James Young Simpson, no final das abóbadas centrais. Foi substituído em seu cargo na Royal Meteorological Society por Andrew Watt.
O Buchan Prize, denominado em sua memória, foi instituído para comemorar a amalgação em 1921 da Scottish Meteorological Society com a Royal Meteorological Society.

## Publicações
- The Atmospheric Circulation
- Handy book of Meteorology (1867)
- Introductory Textbook of Meteorology (1871)
- Encyclopædia Britannica 9th edition: Atmosphere (1875)

## Família
Em 1864 casou com Sarah Ritchie (morreu em 1900)